# Kenneth Johnson (Leichtathlet)
Kenneth Edward Johnson (* 14. Oktober 1928 in Leicester, Vereinigtes Königreich; † 12. Dezember 2015 in Oadby) war ein britischer Langstrecken- und Hindernisläufer.
Kenneth Johnson begann seine Sportkarriere beim Leicester College of Art and Technology als Crossläufer. 1949 wurde er Landesmeister über eine Meile. 1951 erweckte der Hindernislauf sein Interesse. Johnson baute sich zu Trainingszwecken seine eigene Hürde und transportierte sie auf seinen Schultern von seiner Wohnung zum Trainingsgelände und zurück. Im folgenden Jahr lief er ein Hindernisrennen bei den Midland Counties Championships. Er gewann das Rennen und konnte den 26 Jahre alten Midland-Rekord brechen. Bei der britischen Meisterschaft eine Woche später belegte er im 3000-Meter-Hindernislauf Platz 4. Das Rennen wurde von John Disley mit neuem Landesrekord gewonnen. Auf Platz 2 lag Chris Brasher. Johnson war der drittbeste Brite, denn auf Platz 3 kam der jugoslawische Gastläufer Petar Šegedin ins Ziel. 
Johnsons Leistungen brachten ihm eine Nominierung im Olympiakader für die Olympischen Spiele in Helsinki 1952 ein. In Helsinki startete er im ersten Vorlauf, in dem sich die ersten vier Athleten für das Finale qualifizierten. Mit 9:27,0 min kam er nur als Siebter ins Ziel und schied aus.
Ein Jahr später kam Johnson bei einem Länderkampf mit Frankreich als Ersatzmann für den verletzten John Disley im Hindernisrennen zum Einsatz. 1954 gewann er die britische Meisterschaft. Bei der im gleichen Jahr durchgeführten Europameisterschaft 1954 in Bern schied er im Vorlauf aus. Einer seiner letzten Wettkämpfe war die Midland-Meisterschaft 1954, bei der er den 3000-Meter-Hindernislauf gewann.
Kenneth Johnson war als Elektro-Ingenieur tätig. Neben der Leichtathletik war er besonders an Autos interessiert, insbesondere an Wagen der Marke Morris. Mit seinem Wagen nahm er gerne an Überlandrallies teil. Er war der Vorsitzende des Morris Register Club.
Am 12. Dezember 2015 verstarb Kenneth Johnson nach einer langen Krankheit. Er hinterließ seine Frau Hilda, zwei Töchter und einen Sohn.